# Santa Coloma de Cabanelles
Santa Coloma és una església dins del nucli urbà de la població de Cabanelles, al bell mig del terme, al costat del cementiri municipal.

## Arquitectura
Es tracta d'una església d'una sola nau amb absis semicircular orientat a llevant. La nau està coberta amb volta apuntada mentre que l'absis té la coberta ametllada i està obert a la nau mitjançant un arc triomfal també apuntat. Les dues voltes arrenquen d'una cornisa motllurada força senzilla que recorre els murs laterals de la nau i la conca absidal, tot i que està disposada a diferent alçada. El temple presenta dues capelles laterals obertes als murs de migdia i tramuntana i cobertes amb voltes d'aresta que responen a la reforma duta a terme al segle xviii (en un carreu situat a la cantonada de ponent de la capella de migdia, a l'exterior de l'edifici, hi ha gravada la data 1768). A la banda nord de l'absis es troba la sagristia, posterior a la reforma anteriorment mencionada. La façana lateral, orientada a migdia, presenta el portal d'accés a l'interior situat l'extrem de ponent del parament. Està format per quatre arquivoltes d'arc de mig punt sense decoració i un guardapols motllurat, amb la llinda i el timpà llisos. Destaca el treball en ferro de la porta de fusta. En aquest mateix mur hi ha dues finestres d'arc de mig punt i doble esqueixada força estretes i allargades, que es repeteixen a l'absis. A la part superior del parament destaquen dues petites finestres d'arc rebaixat que ventilen les golfes, construïdes també durant la reforma del segle xviii. A la façana de ponent és probable que una cinquena finestra fos transformada en ull de bou. Les obertures de la sagristia són circulars i estan bastides amb maons. A l'extrem sud-oest del temple, damunt del portal d'accés, hi ha un campanar de torre no marcat en planta, amb quatre finestrals de mig punt adovellats, tot i que dos d'ells es troben tapiats, coronat per una balustrada.

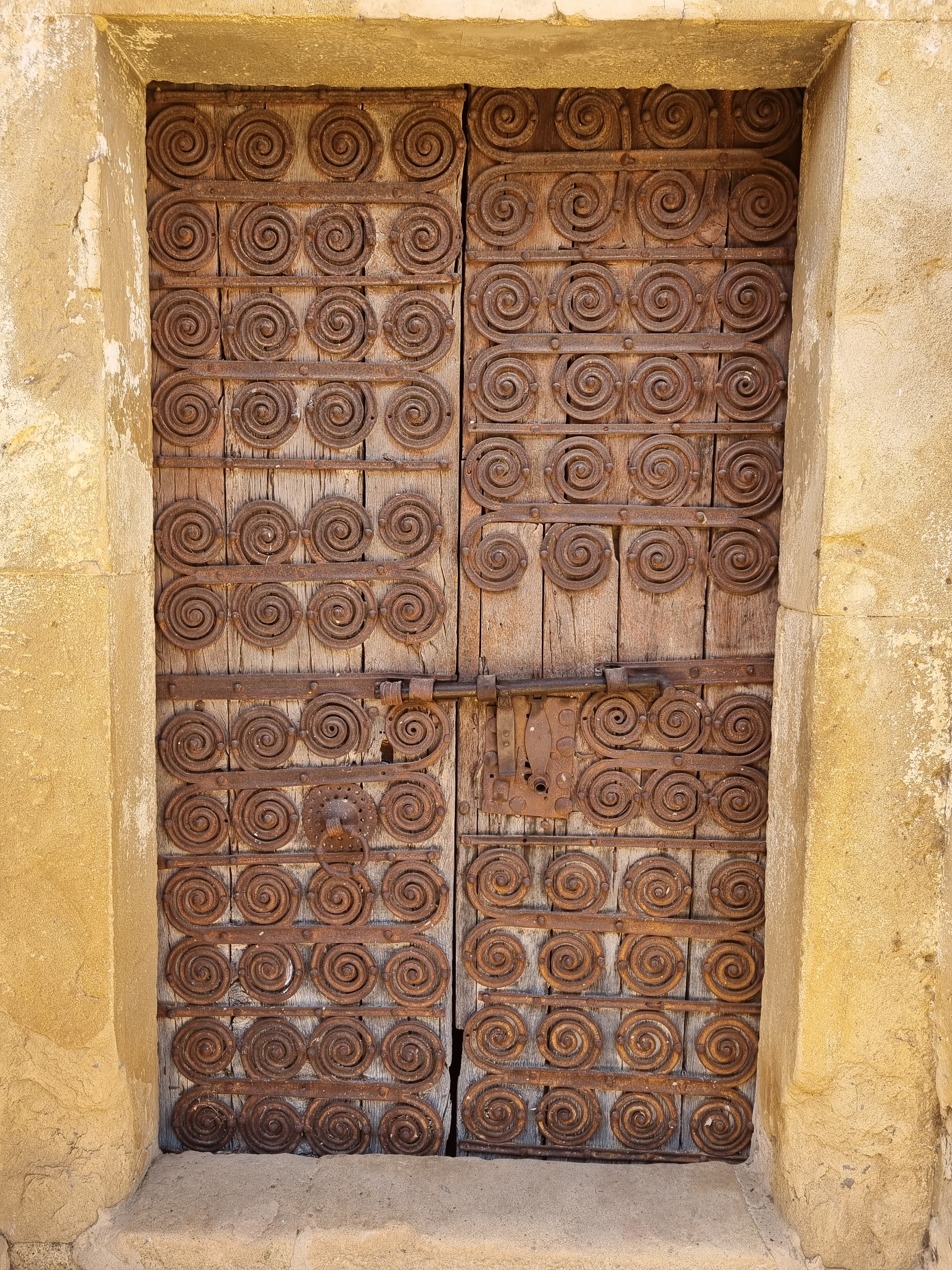
Porta amb el treball en ferro

El temple presenta l'absis bastit amb carreus de pedra ben escairats, disposats en filades perfectament regulars, mentre que la resta està construït en pedra desbastada de diverses mides, disposada també en filades regulars, amb restes dels revestiments arrebossats.

## Història
Santa Coloma de Cabanelles és un temple bastit possiblement al segle xi, però reformat a finals del segle xii o principis del xiii.
La primera menció documental enregistra data de l'any 1017, quan el papa Benet VIII confirmà diverses propietats al monestir de Sant Esteve de Banyoles, entre els quals hi constava la parrochia de Santa Columba. Al principi del segle xiii, el priorat de Santa Maria de Lledó exercia la sobirania feudal a Cabanelles. El temple és mencionat també en les Rationes decimarum dels anys 1279 i 1280 i en la relació d'esglésies que pagaven dècimes a les croades i apareix als nomenclàtors de finals del segle xiv.
L'església fou reformada una altra vegada al segle xviii, tal com ho testimonia la data de 1768 inscrita en un carreu. Va ser en aquest moment quan s'afegiren les capelles laterals, es bastí la sagristia i un campanar de torre ubicat a l'angle sud-oest.